# WR 124
WR 124 (HIP 94289 / GCRV 11638) es una estrella en la constelación de Sagitta —la flecha— de magnitud aparente +11,08, situada en el centro de la nebulosa M1-67.
Conocida también como estrella de Merrill, se encuentra a 3360 pársecs o casi 11 000 años luz de distancia del sistema solar.

## Características
WR 124 es una estrella de Wolf-Rayet de tipo espectral WN8, lo que probablemente indica que la estrella ha entrado recientemente en la fase de Wolf-Rayet.
Con una temperatura superficial de 50 000 K, es una de las estrellas más calientes que se conocen. Es una estrella muy masiva, cuya masa se estima unas 20 veces mayor que la del Sol. Se está desintegrando por medio de un fuerte viento estelar que sopla desde su superficie a una velocidad de 150 000 km/h. Este viento expulsa burbujas de material 30 veces más masivas que la Tierra y de 150 000 km de diámetro. La nebulosa que rodea a WR 124 es relativamente joven, con una edad de solo 10 000 años. La nebulosa probablemente se formó por unos estallidos diferenciados durante una fase de variable luminosa azul anterior a su estado actual como estrella de Wolf-Rayet.

## Variabilidad
WR 124 podría formar parte de un sistema binario, si bien su duplicidad no está confirmada.
Es una estrella variable que recibe la denominación de variable QR Sagittae, oscilando su brillo entre magnitud +11,04 y +11,12.